# Awashima (Niigata)
Awashima (jap. 粟島) ist eine Insel im Japanischen Meer vor der Westküste der japanischen Präfektur Niigata.

## Geografie
Die Insel ist etwa 7 km lang und 2,5 km breit, bei einer Fläche von 9,69 km² während die Küstenlänge 23 km beträgt. Die höchste Erhebung ist der Koshiba (小柴山, -san) mit 265,6 m.
Über die Insel erstreckt sich die Gemeinde Awashimaura, wobei jedoch nur ein schmaler Küstenstreifen im zentralen Osten (Ortsteile Hinomiyama und Uchiura) und im Südwesten (Ortsteile Kamaya und Ōhira) besiedelt ist. Der Rest besteht aus Bergwäldern.

## Geschichte
Auf Grund von archäologischen Funden der typischen Keramiken der Mittleren und Späten Jōmon-Zeit konnte belegt werden, dass die Insel seit mindestens 5000 bis 4500 Jahren besiedelt ist. Die erste schriftliche Erwähnung findet sich im Medizinbuch Daidō Ruijuhō aus dem Jahr 808, jedoch noch als Aoshima (粟生島). Zwar findet sich auch in der 759 fertiggestellten Gedichtanthologie Man’yōshū ein Awashima, jedoch ist strittig welche Insel damit gemeint ist.
In der Edo-Zeit gehörte die Insel erst zum Lehen Murakami, wurde 1642 reichsunmittelbar (tenryō) und dann treuhänderisch für dieses von den Lehen Tatebayashi, Shōnai und schließlich ab 1753 Yonezawa aus verwaltet.
Im November 2008 wurde der Asteroid (13039) Awashima nach der Insel benannt.